# (35701) 1999 FF7
1999 أف أف 7 (ويعرف أيضًا باسم (35701) 1999 أف أف 7 وفق تسمية الكوكب الصغير) (بالإنجليزية: 1999 FF7)‏؛ هو كويكب ضمن حزام الكويكبات.
اكتُشف هذا الجُرم الفلكي بواسطة كورادو كورليفيتش في 16 مارس 1999، وترتيبه 35701 من حيث الاكتشاف.

## الوصف
اكتُشف 357011999FF في 16 مارس 1999 في مرصد فيشنجان الفلكي، الواقع في فيشنجان، مقاطعة إستريا في كرواتيا، بواسطة عالم الفلك الكرواتي كورادو كورليفيتش. وقد رصد المشروع 1,158 مشاهدة للكويكب إلى غاية 25 أغسطس 2021 بتوقيت منطقة المحيط الهادئ، أي في مدة قدرها 8,685 يومًا (23.8 عام). تستغرق الفترة المدارية للكويكب 1,140 يومًا (3.1 عام).

## الخصائص المدارية
يتميز مدار هذا الكويكب بنصف محور رئيسي يبلغ 2.14 وحدة فلكية، وحضيض قدره 1.94 وحدة فلكية، وانحراف قدره 0.0902 وزاوية ميلان 3.79 درجة بالنسبة لمسار الشمس. بسبب هذه الخصائص، أي نصف المحور الرئيسي بين 2 و3.2 وحدة فلكية وحضيض أكبر من 1,666 وحدة فلكية، يُصنف هذا الجُرم الفلكي وفقًا لقاعدة بيانات مختبر الدفع النفاث لأجرام النظام الشمسي الصغيرة كائنًا من حزام الكويكبات الرئيسي.

## وصلات خارجية
- (35701) 1999 FF7 في قاعدة بيانات مختبر الدفع النفاث لأجرام النظام الشمسي الصغيرة

- الاكتشاف · مخطط المدار ·  العناصر المدارية · المعلمات المادية

- (35701) 1999 FF7 على موقع ويكي سكاي: DSS2, SDSS, GALEX, IRAS, Hydrogen α, X-Ray, Astrophoto, Sky Map, Articles and images